# Wassim Ben Tara
Wassim Ben Tara (ur. 3 sierpnia 1996 w Tunisie) – tunezyjski siatkarz, grający na pozycji atakującego. 
Ma polskie korzenie, jego matka jest Polką (jej nazwisko panieńskie to Pelczyk). Jego kuzynką jest siatkarka Katarzyna Bagrowska. Również jego bracia Skander i Sami są siatkarzami.

## Sukcesy klubowe
Puchar Tunezji:
- 2014

Liga tunezyjska:
- 2014

Puchar Challenge:
- 2017

Liga francuska:
- 2017[6]
- 2018, 2019

Superpuchar Francji:
- 2017[7]

Superpuchar Włoch:
- 2023[8], 2024[9]

Klubowe Mistrzostwa Świata:
- 2023[10]

Puchar Włoch:
- 2024[11]

Liga włoska:
- 2024[12]
- 2025[13]

Liga Mistrzów:
- 2025[14]

## Sukcesy reprezentacyjne
Mistrzostwa Afryki Juniorów:
- 2013

Mistrzostwa Afryki U-23:
- 2014

Mistrzostwa Afryki:
- 2017, 2021
- 2015

## Nagrody indywidualne
- 2021: Najlepszy atakujący Mistrzostw Afryki
- 2023: MVP Superpucharu Włoch
- 2025: Najlepszy atakujący turnieju finałowego Ligi Mistrzów[15]